# Den hvide slavehandel
Den hvide slavehandel ist ein 1910 gedrehter dänischer Stummfilm.

## Handlung
Die junge Dänin Anna liest in der Zeitung eine Anzeige, der zufolge in England eine interessante Arbeitsstelle ausgeschrieben wird. Sie reist nach London und lässt daheim ihren angesichts ihrer Abreise traurigen Freund Georg allein zurück. Bereits während der Überfahrt mit dem Schiff haben Mädchenhändler Anna in Augenschein genommen. Auf britischem Boden angekommen, empfangen diese Männer Anna. Kaum in deren Fängen gelandet, wird die junge Dänin verschleppt und in einem Bordell gefangen gehalten. Mit Hilfe eines dort arbeitenden Zimmermädchens, das dem Tun der Schlepperbande mit wachsendem Unbehagen entgegensieht, kann Anna einen Brief an ihren Vater absetzen. Der geht sofort zur heimischen Polizei, aber die erklärt sich für diesen Fall, der im Ausland stattfindet, als nicht zuständig.
Nun wird Georg aktiv; er will unbedingt seine Freundin retten. Er setzt gleichfalls nach London über und wendet sich mit seinem Hilfeersuchen an einen dortigen Detektiv. Auf der Schiffspassage hat er einen Mann wiedererkannt, von dem er meint, ihn bereits beim Einschiffen Annas an Bord gesehen zu haben. Rasch beginnt Georg, die Zusammenhänge zu erkennen. Der Detektiv und Georg folgen dem Mann vom Schiff heimlich. Der bringt sie zu dem Bordell. Es gelingt beiden, Kontakt mit Anna aufzunehmen. Diese seilt sich mit einem Bettlaken vom Zimmer, in dem sie gefangen gehalten wird, aus dem Fenster in die Freiheit, wird aber wenig später von den Mädchenhändlern erneut gefangen genommen. Die vom Detektiv benachrichtigte Polizei rückt an und stellt das Bordell auf den Kopf, doch: keine Spur von Anna. Dann aber erhält die Staatsmacht einen entscheidenden Tipp vom Zimmermädchen: Anna werde auf einem Schiff gefangen gehalten! Dort wird Anna aufgefunden und befreit. Sie kehrt mit Georg wieder in ihre Heimat zurück. 

## Produktionsnotizen

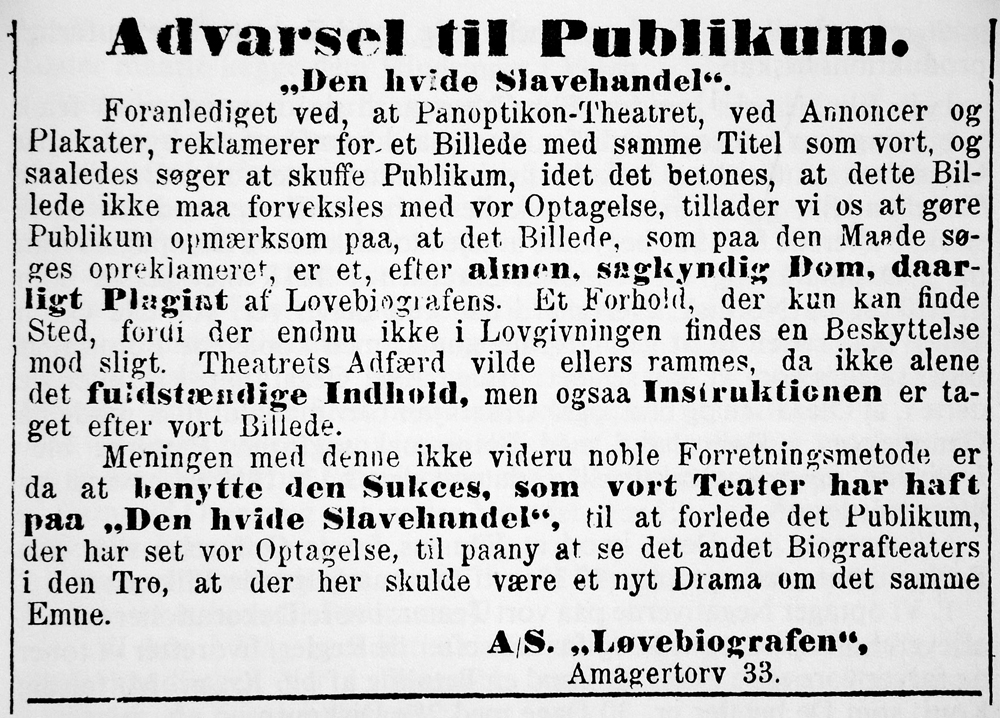
Zeitungsannonce von Fotorama mit einem Warnhinweis das Nordisk Film diesen Film plagiiert hatte.

Der von einer kleinen, in Aarhus beheimateten Produktionsfirma hergestellte Film lässt sich zwar als inoffizieller Beitrag zu der sogenannten Weiße-Sklavin-Filmreihe zählen, die vor allem in den frühen 1910er Jahren in Nord- und Mitteleuropa große Popularität genoss, gehört aber nicht zu dem drei Filme umfassenden Mädchenhändler-Zyklus, den die Nordisk Film ebenfalls 1910 unter demselben Titel startete. Dieser Fotorama-Streifen blieb daher außerhalb Dänemarks nahezu unbekannt und lief offenbar auch nie in Deutschland an, während das Nordisk-Plagiat auch international ein Riesenerfolg wurde. Der 706 Meter lange Fotorama-Film erlebte seine Uraufführung am 11. April 1910 in Kopenhagen. 